# Référendum de 2018 sur l'indépendance de la Nouvelle-Calédonie
Le référendum de 2018 sur l'indépendance de la Nouvelle-Calédonie est un référendum d'autodétermination organisé le 4 novembre 2018 dans le cadre de l'accord de Nouméa. Il s'agit du second référendum sur l'indépendance de la Nouvelle-Calédonie, après celui organisé en 1987.
Le scrutin — marqué par une forte participation (81,01 %) — voit les votants répondre « non » à 56,67 % à la proposition d'indépendance. Les résultats renouvellent le constat d'une importante disparité entre les votes des deux principales communautés, kanak et européennes, tandis que 17 % des électeurs vivant dans l'archipel sont exclus du scrutin, en accord avec les listes établies par l'accord de Nouméa.

## Contexte
Après les « événements » des années 1980 en Nouvelle-Calédonie, un référendum se tient en 1987. Boycotté par les indépendantistes, il aboutit au maintien au sein de la République par 98,30 % des voix avec une participation de 59,10 %.
Les accords de Matignon, signés en 1988 et approuvés par un référendum national le 6 novembre 1988, prévoient un référendum lors de l’année 1998. Puis l’accord de Nouméa, signé en 1998, prévoit que le référendum ait lieu entre 2014 et 2018, et puisse être suivi de deux autres,,. Cet accord est inscrit dans les articles 76 et 77 de la Constitution.
Le 3 octobre 2017, l'ancien Premier ministre Manuel Valls est nommé président d'une mission d'information parlementaire sur l'avenir institutionnel de la Nouvelle-Calédonie. Le 25 septembre 2018, il annonce sa démission de sa fonction de député français afin de se consacrer à sa candidature aux élections municipales de 2019 à Barcelone ; de fait, il abandonne donc son rôle de président de la mission d'information parlementaire à moins de deux mois du référendum.

## Modalités

### Date du scrutin
La date de ce référendum pouvait être fixée par le Congrès de la Nouvelle-Calédonie, à la majorité des trois cinquièmes avec une date limite à mai 2018. À défaut d'utiliser cette option, l'État français devait organiser le scrutin au plus tard en novembre 2018,. Après un vote du Congrès le 19 mars 2018, la date pour le référendum est fixée au 4 novembre 2018.

### Conditions de participation

Logo du référendum.

Pour pouvoir voter, il faut d'abord être inscrit sur la liste électorale générale et sur la liste électorale pour la consultation sur l'accession de la Nouvelle-Calédonie à la pleine souveraineté (LESC). Quelque 35 950 électeurs inscrits sur la liste générale sont ainsi exclus du scrutin, soit 17 %. Il s'agit essentiellement d'Européens arrivés en Nouvelle-Calédonie après 1994.
Le 2 novembre 2017, le Premier ministre, Édouard Philippe, réunit à Matignon le comité des signataires de l'accord de Nouméa. Il obtient un consensus entre indépendantistes et non-indépendantistes sur la composition de la liste électorale spéciale qui pourra participer à la consultation référendaire. Selon certaines estimations, le nombre de ces électeurs kanak non inscrits sur la liste référendaire pouvait s’élever à environ 22 000. La réunion du comité des signataires convient de « la nécessité politique de procéder, de manière exceptionnelle et en raison de la consultation, à l’inscription d’office des personnes résidant en Nouvelle-Calédonie sur la liste électorale générale, préalable nécessaire à leur inscription sur la liste électorale spéciale pour la consultation ».
Lors d’une conférence de presse le 18 septembre 2018, le parti indépendantiste FLNKS estime que 63 % des 174 154 électeurs inscrits sur la liste électorale spéciale (LESC) sont kanaks, soit 109 892, dont 80 120 au statut relevant du droit coutumier et 29 772 au statut civil.

### Composition de la LESC
Sont inscrits d'office les électeurs :

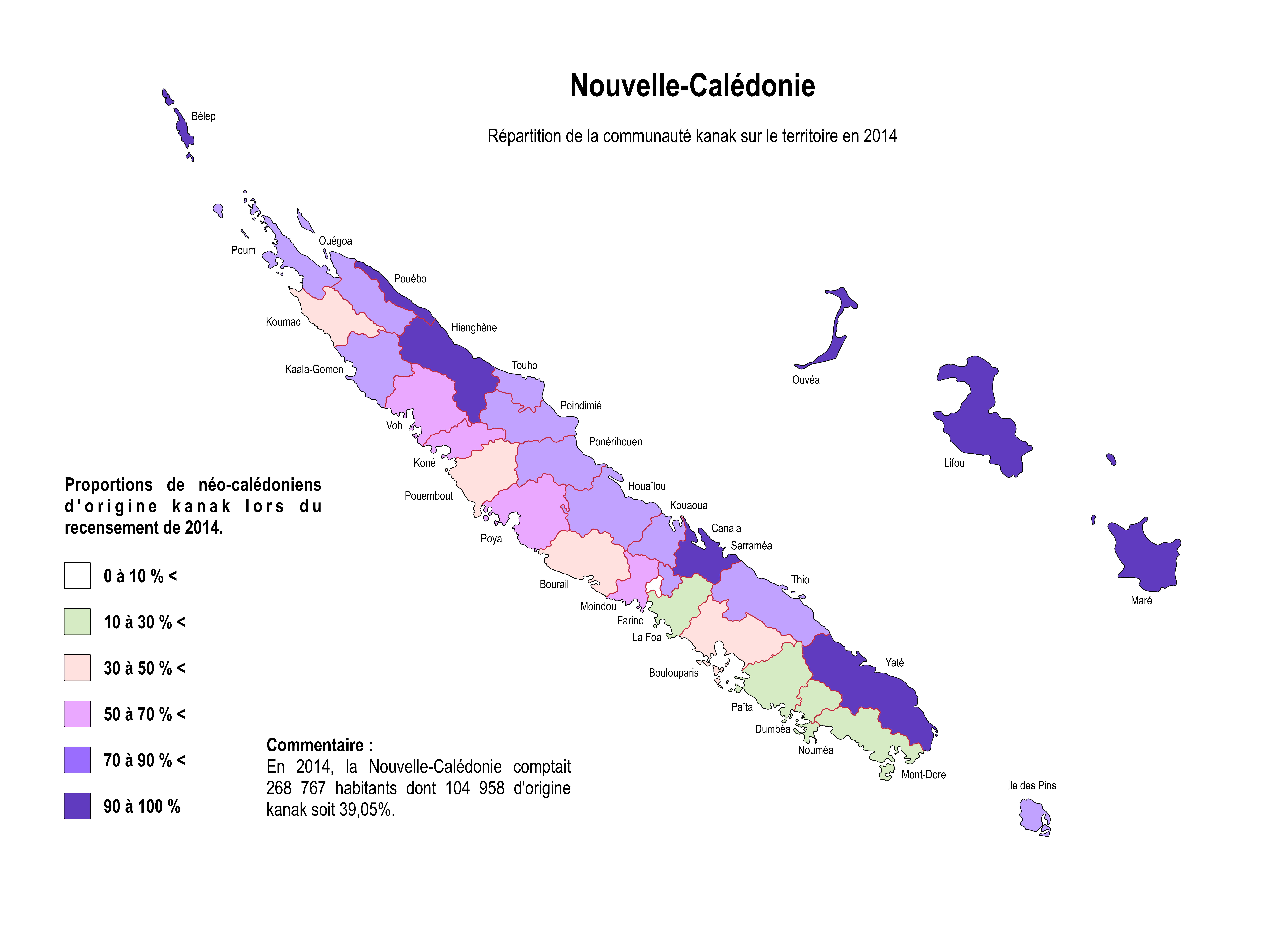
Répartition de la communauté kanak sur le territoire néo-calédonien en 2014.

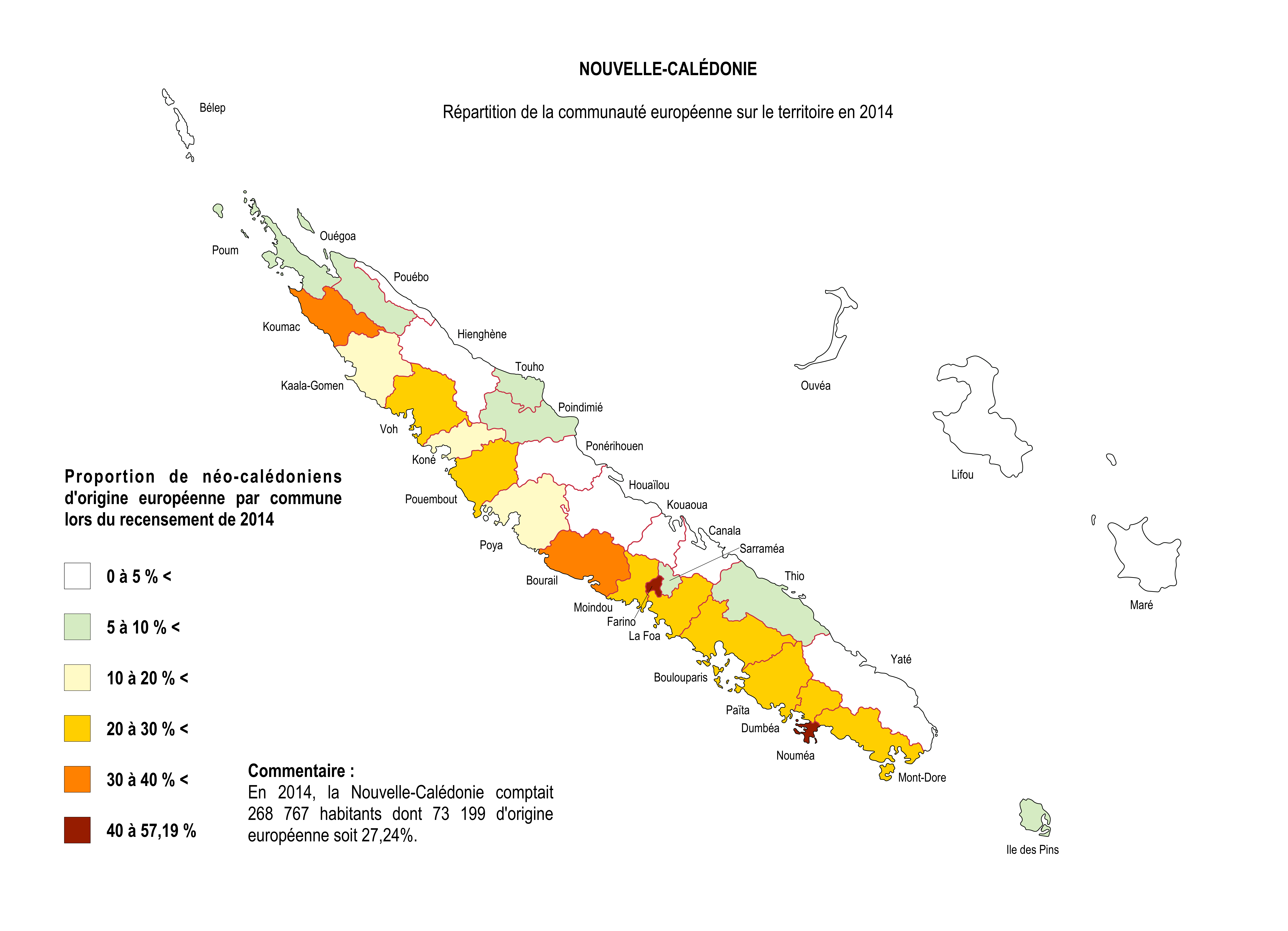
Répartition de la communauté d'origine européenne sur le territoire néo-calédonien en 2014.

- ayant été admis à participer à la consultation du 8 novembre 1998 approuvant l’accord de Nouméa ;
- ayant ou ayant eu le statut civil coutumier ;
- nés en Nouvelle-Calédonie avant le 31 octobre 1980 et présumés détenir le centre de leurs intérêts matériels et moraux en Nouvelle-Calédonie, car inscrits sur la liste électorale provinciale ;
- nés en Nouvelle-Calédonie après le 31 octobre 1980 et présumés détenir le centre de leurs intérêts matériels et moraux en Nouvelle-Calédonie, car inscrits d'office sur la liste électorale provinciale ;
- nés à compter du 1er janvier 1989, ayant fait l'objet d'une inscription d'office sur la liste électorale pour l'élection des membres du congrès et des assemblées de province et dont l'un des parents a été admis à participer à la consultation du 8 novembre 1998.

En dehors de ces situations, l'inscription sur les listes doit faire l'objet d'une démarche volontaire possible jusqu'au 15 avril 2016.
L’électeur doit justifier qu’il remplit une des conditions de l’article 218 de la loi organique relative à la Nouvelle-Calédonie, qui sont, :
- avoir été admis à participer à la consultation du 8 novembre 1998 ;
- n'étant pas inscrit sur la liste électorale pour la consultation du 8 novembre 1998, remplir néanmoins la condition de domicile requise pour être électeur à cette consultation ;
- n'ayant pas pu être inscrit sur la liste électorale de la consultation du 8 novembre 1998 en raison du non-respect de la condition de domicile, justifier que son absence était due à des raisons familiales, professionnelles ou médicales ;
- avoir eu le statut civil coutumier ou, né en Nouvelle-Calédonie, y avoir eu le centre de ses intérêts matériels et moraux ;
- avoir l'un de ses parents né en Nouvelle-Calédonie et y avoir le centre de ses intérêts matériels et moraux ;
- pouvoir justifier d'une durée de vingt ans de domicile continu en Nouvelle-Calédonie à la date de la consultation et au plus tard au 31 décembre 2014 ;
- être né avant le 1er janvier 1989 et avoir eu son domicile en Nouvelle-Calédonie de 1988 à 1998 ;
- être né à compter du 1er janvier 1989 et avoir atteint l'âge de la majorité à la date de la consultation et avoir eu un de ses parents qui satisfaisait aux conditions pour participer à la consultation du 8 novembre 1998.

### Question posée

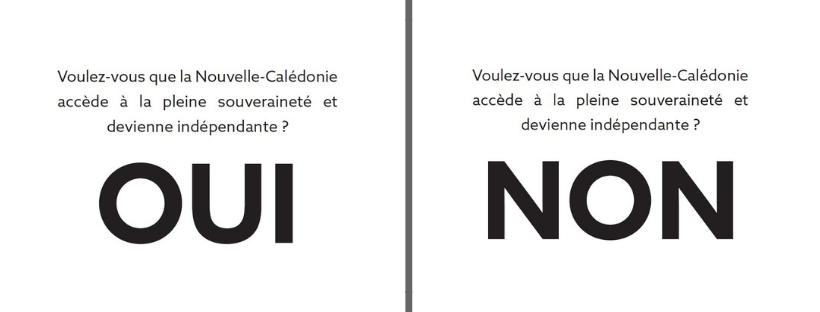
Bulletins de vote utilisés

La consultation porte sur le transfert à la Nouvelle-Calédonie des compétences régaliennes, sur l’accès à un statut international de pleine responsabilité et sur l’organisation de la citoyenneté en nationalité. Le référendum est officiellement appelé « consultation sur l'accession de la Nouvelle-Calédonie à la pleine souveraineté ».

La question posée aux Néo-Calédoniens fait l'objet d'un débat entre indépendantistes et anti-indépendantistes concernant les expressions « pleine souveraineté » et « indépendance ». Le 28 mars 2018, un compromis est finalement trouvé après des négociations entre le gouvernement d’Édouard Philippe et les différentes parties. La question retenue pour le référendum sur l'indépendance est :

« Voulez-vous que la Nouvelle-Calédonie accède à la pleine souveraineté et devienne indépendante ? »

### Conséquences envisagées
Les accords de Nouméa établissent un principe de non retour en arrière, et d'irrévocabilité de l'autonomie de la Nouvelle-Calédonie. En cas d'échec du référendum, l'article 217 de la loi organique no 99-209 du 19 mars 1999 relative à la Nouvelle-Calédonie prévoit un mécanisme où le tiers des membres du Congrès de la Nouvelle-Calédonie peut, à compter du sixième mois suivant la consultation (soit le 5 mai 2019), demander l'organisation de deux nouvelles consultations dans les deux et quatre ans après le premier référendum. Au sein du Congrès élu pour la période 2014-2019, les indépendantistes détiennent ensemble 25 sièges sur 54, soit un peu plus de 45 % de ses membres.

## Forces en présence

### Pour

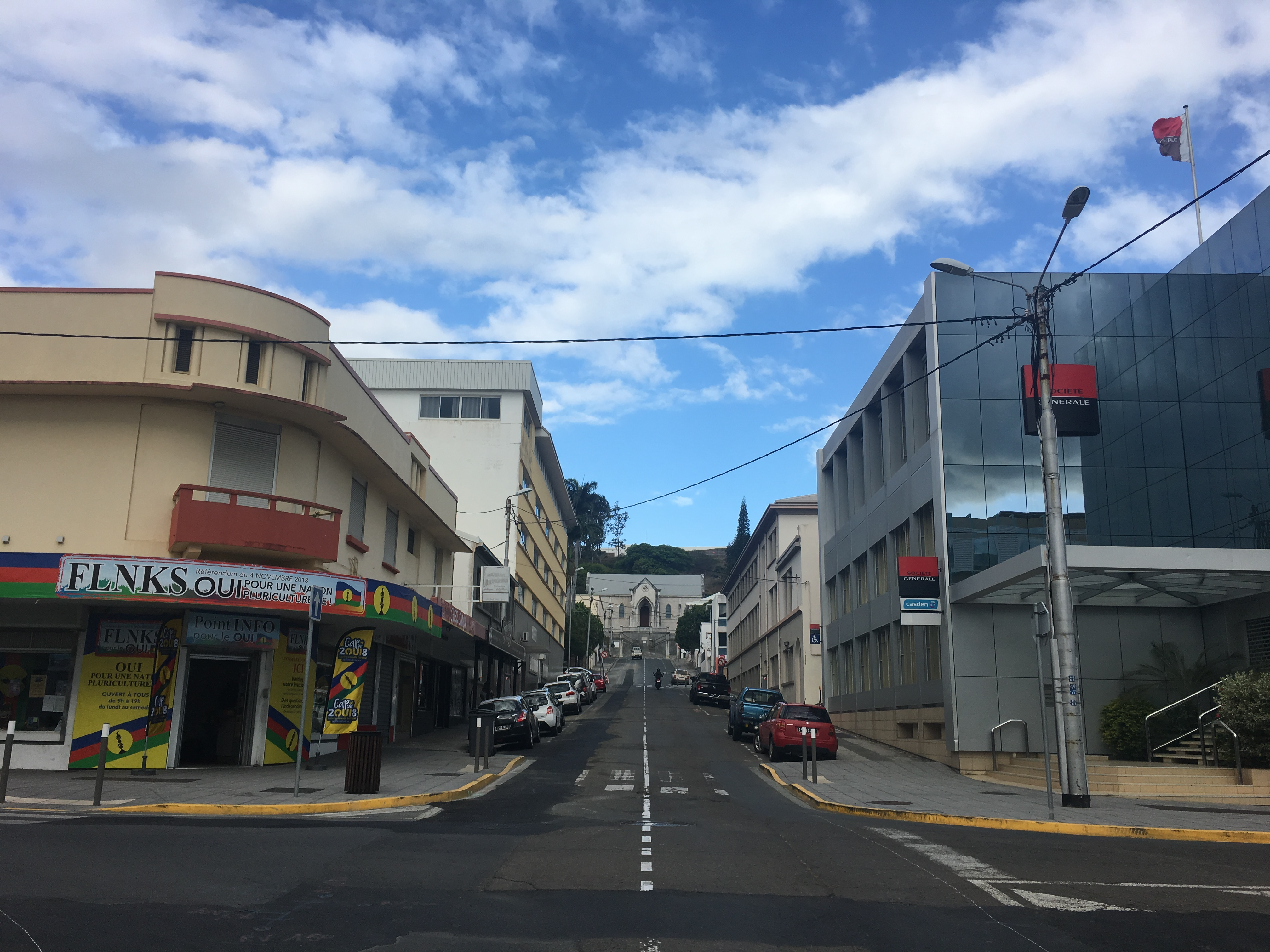
Siège de campagne du FLNKS pour le « oui », dans la rue de l'Alma, à Nouméa.

Les deux courants du Front de libération nationale kanak et socialiste (FLNKS), Union calédonienne et Union nationale pour l'indépendance, font campagne pour le oui.

### Contre
Le principal parti au Congrès de la Nouvelle-Calédonie, Calédonie ensemble, fait campagne pour le Non. Son président, Philippe Gomès, affirme ainsi que l'hypothèse d'un vote favorable à l'indépendance est  « strictement impossible. Tous les scrutins ces 20 dernières années donnent les listes non-indépendantistes majoritaires avec près de 60 % des voix et les listes indépendantistes avec 40 % des voix. Sur les 169 000 électeurs, on a 92 000 électeurs non kanak et 77 000 électeurs kanak. Le rapport de force est défavorable à ceux qui portent la revendication de l'indépendance. »
Le Rassemblement LR et les Républicains calédoniens appellent également à voter non.

### Refus de participer
Les indépendantistes radicaux du Parti travailliste et du syndicat Union syndicale des travailleurs kanaks et des exploités (USTKE) appellent à ne pas participer au référendum.

## Sondages
| Sondeur  | Dates                    | Échantillon | Pour               | Contre                 | Sans opinion | Écart |       |    |    |   |    |
| -------- | ------------------------ | ----------- | ------------------ | ---------------------- | ------------ | ----- | ----- | -- | -- | - | -- |
| Sondeur  | Dates                    | Échantillon | Harris Interactive | 12 – 22 septembre 2018 | Sans opinion | Écart | 1 038 | 34 | 66 | – | 32 |
| Quidnovi | 1er – 15 août 2018       | 731         | 20                 | 69                     | 11           | 49    |       |    |    |   |    |
| I-Scope  | 30 juillet – 8 août 2018 | 628         | 28                 | 63                     | 9            | 35    |       |    |    |   |    |
| Quidnovi | 4 – 15 juin 2018         | 739         | 15                 | 65                     | 21           | 50    |       |    |    |   |    |
| Quidnovi | 16 – 26 avril 2018       | 903         | 15                 | 58                     | 27           | 43    |       |    |    |   |    |
| I-Scope  | 16 – 25 avril 2018       | 682         | 22,5               | 59,7                   | 17,8         | 37,2  |       |    |    |   |    |
| I-Scope  | 23 mars – 4 avril 2017   | 514         | 24,4               | 54,2                   | 21,4         | 29,8  |       |    |    |   |    |

## Résultats

### Globaux
Le scrutin prend place dans 284 bureaux de vote le dimanche 4 novembre à partir de 8 h, soit le samedi 3 à 22 h au fuseau horaire de Paris. À la mi-journée, le taux de participation s'élève à 41,81 % ; lors des élections provinciales de 2014, il était de 27,27 % à la même heure. À 17 h, il est de 73,68 %, contre 58,19 % en 2014 à la même heure. Les bureaux de vote ferment comme prévu à 18 h heure locale, soit 8 h du matin en métropole, suivis à 22 h heure locale de l'annonce des résultats et d'une allocution d'Emmanuel Macron dans l'heure suivante,.
| Choix                  | Votes   | %     |
| ---------------------- | ------- | ----- |
| Oui                    | 60 199  | 43,33 |
| Non                    | 78 734  | 56,67 |
|                        |         |       |
| Exprimés               | 138 933 | 98,47 |
| Blancs                 | 1 023   | 0,72  |
| Nuls                   | 1 143   | 0,81  |
| Total                  | 141 099 | 100   |
| Abstentions            | 33 066  | 18,99 |
| Inscrits/participation | 174 165 | 81,01 |

| Votes « Oui » (43,33 %) |  |  | Votes « Non » (56,67 %) |
| ▲                       |  |  |                         |
| Majorité absolue        |  |  |                         |

### Par province

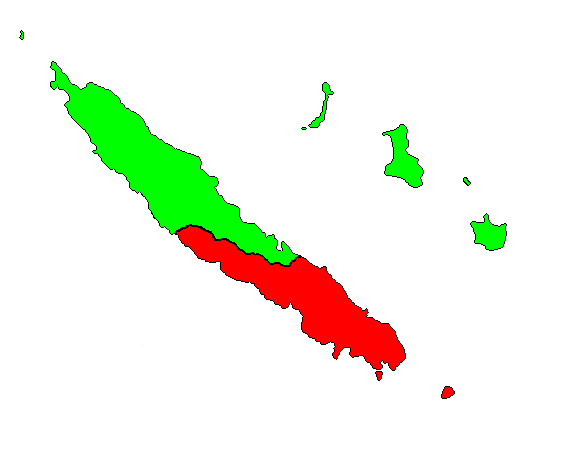
Vote arrivé en tête par province :
Oui
Non

| Choix                  | Votes  | %     |
| ---------------------- | ------ | ----- |
| Oui                    | 25 747 | 75,83 |
| Non                    | 8 208  | 24,17 |
|                        |        |       |
| Exprimés               | 33 955 | 98,58 |
| Blancs                 | 210    | 0,61  |
| Nuls                   | 280    | 0,81  |
| Total                  | 34 445 | 100   |
| Abstentions            | 5 603  | 13,99 |
| Inscrits/participation | 40 048 | 86,01 |

| Choix                  | Votes   | %     |
| ---------------------- | ------- | ----- |
| Oui                    | 23 821  | 25,88 |
| Non                    | 68 221  | 74,12 |
|                        |         |       |
| Exprimés               | 92 042  | 98,38 |
| Blancs                 | 766     | 0,82  |
| Nuls                   | 751     | 0,80  |
| Total                  | 93 559  | 100   |
| Abstentions            | 19 152  | 16,99 |
| Inscrits/participation | 112 711 | 83,01 |

| Choix                  | Votes  | %     |
| ---------------------- | ------ | ----- |
| Oui                    | 10 631 | 82,18 |
| Non                    | 2 305  | 17,82 |
|                        |        |       |
| Exprimés               | 12 936 | 98,79 |
| Blancs                 | 47     | 0,36  |
| Nuls                   | 112    | 0,86  |
| Total                  | 13 095 | 100   |
| Abstentions            | 8 311  | 38,83 |
| Inscrits/participation | 21 406 | 61,17 |

### Par commune

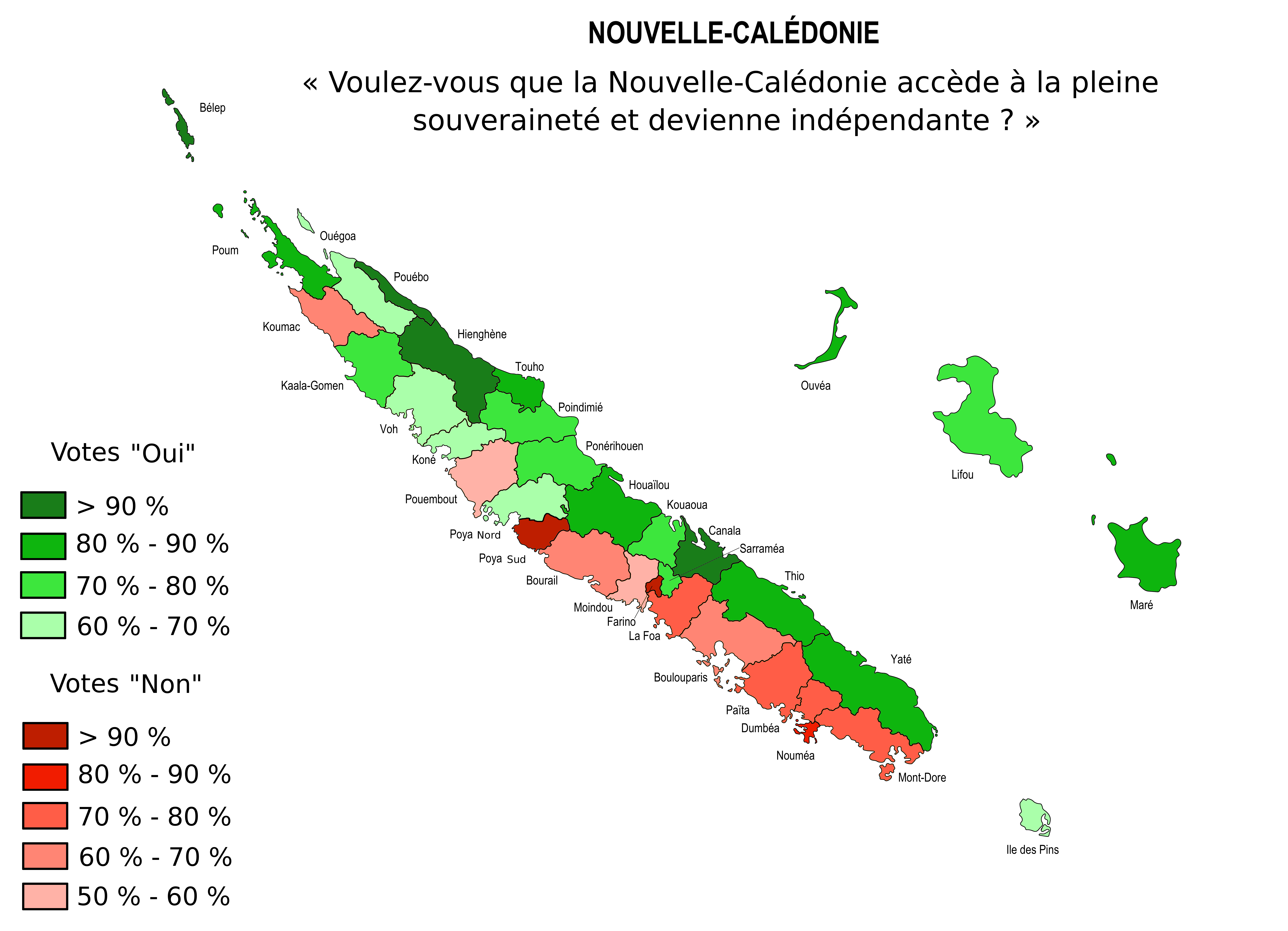
Pourcentages par communes

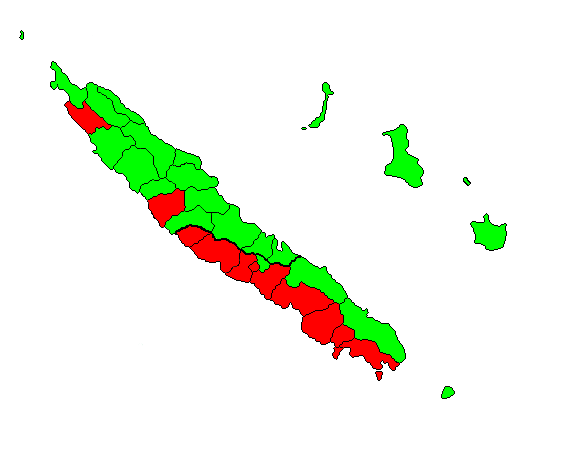
Vote arrivé en tête par commune :
Oui
Non

| Commune      | Oui     | Non     | Blanc  | Nul    | Partici- pation |
| ------------ | ------- | ------- | ------ | ------ | --------------- |
| Bélep        | 94,45 % | 5,55 %  | 0,00 % | 0,57 % | 76,85 %         |
| Boulouparis  | 30,26 % | 69,74 % | 0,25 % | 0,75 % | 90,74 %         |
| Bourail      | 30,91 % | 69,09 % | 0,49 % | 0,95 % | 88,51 %         |
| Canala       | 94,27 % | 5,73 %  | 0,60 % | 1,03 % | 85,57 %         |
| Dumbéa       | 21,76 % | 78,24 % | 0,81 % | 0,89 % | 82,79 %         |
| Farino       | 9,18 %  | 90,82 % | 0,38 % | 1,15 % | 94,89 %         |
| Hienghène    | 94,75 % | 5,25 %  | 0,48 % | 0,92 % | 86,57 %         |
| Houaïlou     | 83,90 % | 16,10 % | 0,58 % | 1,02 % | 82,39 %         |
| Île des Pins | 67,32 % | 32,68 % | 0,78 % | 0,99 % | 82,47 %         |
| Kaala-Gomen  | 75,42 % | 24,58 % | 0,56 % | 0,42 % | 87,52 %         |
| Koné         | 64,32 % | 35,68 % | 0,44 % | 0,96 % | 87,68 %         |
| Kouaoua      | 73,54 % | 26,46 % | 0,84 % | 0,52 % | 84,28 %         |
| Koumac       | 36,47 % | 63,53 % | 1,09 % | 0,96 % | 89,77 %         |
| La Foa       | 29,96 % | 70,04 % | 0,61 % | 0,95 % | 91,39 %         |
| Lifou        | 79,92 % | 20,08 % | 0,51 % | 0,81 % | 62,29 %         |
| Maré         | 84,58 % | 15,42 % | 0,10 % | 0,93 % | 53,77 %         |
| Moindou      | 44,49 % | 55,51 % | 0,73 % | 0,73 % | 91,30 %         |
| Le Mont-Dore | 25,56 % | 74,44 % | 0,97 % | 1,35 % | 83,61 %         |
| Nouméa       | 19,49 % | 80,51 % | 0,90 % | 0,55 % | 80,29 %         |
| Ouégoa       | 69,84 % | 30,16 % | 0,27 % | 0,38 % | 84,93 %         |
| Ouvéa        | 84,18 % | 15,82 % | 0,31 % | 0,92 % | 59,40 %         |
| Païta        | 25,90 % | 74,10 % | 0,92 % | 0,79 % | 85,62 %         |
| Poindimié    | 79,26 % | 20,74 % | 0,67 % | 0,93 % | 87,92 %         |
| Ponérihouen  | 85,62 % | 14,38 % | 0,93 % | 0,93 % | 85,68 %         |
| Pouébo       | 94,25 % | 5,75 %  | 0,05 % | 0,53 % | 80,86 %         |
| Pouembout    | 46,53 % | 53,47 % | 0,82 % | 1,07 % | 88,07 %         |
| Poum         | 83,67 % | 16,33 % | 0,87 % | 0,78 % | 84,33 %         |
| Poya-Nord    | 64,16 % | 35,84 % | 0,39 % | 0,72 % | 86,56 %         |
| Poya-Sud     | 2,05 %  | 97,95 % | 0,00 % | 0,68 % | 92,45 %         |
| Sarraméa     | 72,90 % | 27,10 % | 0,85 % | 0,64 % | 93,28 %         |
| Thio         | 83,08 % | 16,92 % | 0,28 % | 0,83 % | 85,38 %         |
| Touho        | 82,60 % | 17,40 % | 0,31 % | 0,56 % | 85,34 %         |
| Voh          | 68,60 % | 31,40 % | 0,89 % | 1,48 % | 87,67 %         |
| Yaté         | 88,23 % | 11,77 % | 0,06 % | 0,52 % | 89,89 %         |

### Analyse

Taux de participation par commune.

Dans un contexte de forte participation (6,4 points de plus que lors de la consultation de 1998 sur de l’accord de Nouméa), le « non » obtient un score moins important que prévu par les sondages. Les anti-indépendantistes espéraient une large victoire du « non » afin de voir les indépendantistes renoncer à demander la tenue des deuxième et troisième référendums facultatifs prévus par l’accord de Nouméa. Les résultats font en outre apparaître une fracture territoriale et sociologique importante. En effet, Nouméa et la province Sud, la plus riche, concentrent le vote pour le non à plus de 75 %. Si le vote indépendantiste obtient un résultat plus important que prévu, il n'effectue pas de percée, mais est lié à une bonne mobilisation de l'électorat indépendantiste, attribuée à la campagne unitaire des deux courants du FLNKS.

## Suites
À la mi-juin 2019, une majorité des membres du Congrès demandent l'organisation d'un deuxième référendum, qui a lieu le 4 octobre 2020,. Avec une participation en hausse dans toutes les provinces, le scrutin voit la victoire du non, qui, bien qu'en recul, réunit un peu plus de 53 % des suffrages exprimés.
La progression du vote indépendantiste rend probable le recours à la possibilité de convoquer un troisième et dernier référendum. Celui-ci est réclamé dès le 8 octobre par Victor Tutugoro, porte-parole du FLNKS, dans un contexte de visite à Nouméa de Sébastien Lecornu, ministre des Outre-mer, le lendemain. La demande officielle ne pouvant avoir lieu qu'à partir du 4 avril 2021, elle intervient le 8 avril, les deux groupes FLNKS au Congrès, l'UNI et l'UC, demandant la convocation d'un troisième référendum qui est organisé le 12 décembre 2021, conformément à l'accord de Nouméa. Le référendum, boycotté par les indépendantistes aboutit à un rejet de l'indépendance par 96,49 % des votants pour une participation de 43,90 % des inscrits.